# Raionul Iampol, județul Jugastru
Raionul Iampol a fost unul din cele patru raioane ale județului Jugastru din Guvernământul Transnistriei între 1941 și 1944.

## Localități
Iaruga, Buşa, Valea Buşa, Coşnița, Chetrosu, Iancul, Techinăuca, Mihăileanca